# ERTMS Regional
ERTMS Regional ist eine kostenoptimierte Variante des European Rail Traffic Management System, zur Steuerung und Sicherung von Nebenstrecken der Eisenbahn.
ERTMS Regional verbindet Elemente von ETCS mit weiteren, nicht TSI-konformen Bestandteilen. Die Fahrzeuggeräte bleiben dabei ETCS-kompatibel. Die Kosten für signaltechnische Infrastruktur sollten damit um etwa 40 Prozent sinken.

## Merkmale
- ERTMS Regional beinhaltet hauptsächlich die Streckentechnik. Für das Bordgerät ist eine Überwachung der Vollständigkeit des Zuges erforderlich.
  - Das Besondere an ERTMS Regional ist das Fehlen der Gleisfreimeldeanlagen im Vergleich zu herkömmlichen Anlagen, was auch einen großen Teil der Kostenreduktion ausmacht. Die Gleisbesetztmeldung erfolgt durch zyklische Positionsmeldungen der Triebfahrzeuge an das Train Control Centre über GSM-R-Funk. Die Fahrzeuge haben dabei auch die Zugintegrität zu prüfen.[1] Alle Fahrzeuge, die ETCS Level 3 beherrschen, können unverändert auf ERTMS-Regional-Strecken zum Einsatz kommen.
  - Diese Position wird dabei wie bei jedem mit ETCS ausgerüsteten Fahrzeug anhand der in regelmäßigen Abständen verlegten Eurobalisen (Referenzpunkte) ermittelt, die als reine Festdatenbalisen ausgeführt sind.[1] Zwischen den Balisen wird die Position mittels Odometrie bestimmt. Die zur Gleisfreimeldung zusätzlich erforderliche Zuglänge sowie das Ergebnis der Zugvollständigkeitprüfung wird manuell durch den Triebfahrzeugführer eingegeben.
- Bei ERTMS Regional können grundsätzlich nur Triebfahrzeuge verkehren, die mindestens mit ETCS Level 2 ausgerüstet sind. Fahrten mit nicht ETCS-ausgerüsteten Triebfahrzeugen sind im Rahmen eines besonderen Betriebsverfahrens möglich. Dafür werden diese Triebfahrzeuge mit speziellen GSM-R-Gerät ausgerüstet, mit denen in Zusammenarbeit zwischen Fahrdienstleiter und Triebfahrzeugführer die Strecke für diese Zugfahrt gesperrt und dann von beiden gemeinsam wieder manuell freigegeben wird.[1]
  - Um das System einfach zu halten, ist die parallele Installation weiterer Zugsicherungssysteme in der Spezifikation verboten.
- Das zentrale Element von ERTMS Regional ist das Train Control Centre (TCC). Dies ist im Wesentlichen ein sicheres Computersystem, das die Funktionen von Stellwerk, ETCS-Zentrale (RBC) und die automatische fahrplanabhängige Steuerung vereint.[1]
- Die gesamte Kommunikation mit den Fahrzeugen und der Streckenausrüstung erfolgt über das Funksystem GSM-R.
  - Alle Elemente der Streckentechnik wie Weichen, Flankenschutzeinrichtungen, Bahnübergänge oder bewegliche Brücken werden über sogenannte Object Controller (OC) direkt vom TCC angesteuert und auch überwacht. Die Kommunikation zwischen OC und TCC kann per Kabel oder per GSM-R erfolgen.[1]
  - Muss rangiert werden, wird ein vordefinierter Teilbereich als Rangierbereich eingerichtet, in dem dann nur Rangierfahrten stattfinden. Die Grenzen der Rangierbereiche werden vom TCC überwacht. Nach Abschluss der Rangierarbeiten werden die Gleise vom Fahrdienstleiter nach Meldung vom Rangierpersonal als "besetzt" oder "frei" in das TCC eingegeben und der Rangierbereich wieder aufgehoben.

## Geschichte

### Entwicklung
Das Konzept ging aus dem im November 1997 gestarteten UIC-Projekt low-cost ETCS hervor. Die erste Version der ERTMS-Regional-Spezifikation wurde im März 2003 veröffentlicht. Im Juni 2004 schrieb die Banverket als erster Netzbetreiber eine erste Pilotstrecke, die 134 km, eingleisige Västerdalsbanan (Borlänge–Malung) aus. Das Unternehmen erhielt eine Reihe von preisgünstigen Angeboten und erteilte im März 2005 Bombardier Transportation den Zuschlag.
Die Technik wurde 2009 installiert. In den folgenden beiden Jahren wurde die Anlage getestet. Der kommerzielle Betrieb wurde schließlich am 21. Februar 2012 testweise aufgenommen. Zwei Monate später ging die Anlage in den regulären Betrieb über.

### Weitere Verwendung
Dänemark beschloss aufgrund steigender Probleme mit veralteten Signalanlagen den kompletten Umstieg auf ETCS. Dabei wurde überlegt, die Nebenstrecken alternativ zu ETCS Level 2 mit ERTMS Regional auszurüsten, was in der Ausschreibung als Option vorgesehen war. Als erste Strecke wurde im Oktober 2018 die Strecke Frederikshavn–Lindholm allerdings mit Level 2 in Betrieb genommen. Auch für die weiteren Strecken ist eine Ausrüstung mit ETCS Level 2 und nicht mehr mit ERTMS Regional geplant.
In Russland wird seit 2007 an einem ETCS-kompatiblen System ITARUS-ATC entwickelt. Bei einer Präsentation im Dezember 2015 wurde die Anwendung von virtuellen Balisen unter Einsatz von Radsensoren und Satellitenpositionierung als Ersatz für die Positionsbestimmung mit Eurobalisen verwendet. Damit ist das System im Bereich des Russischen Breitspurnetzes sowohl für ETCS L2 als auch für ERTMS Regional kompatibel.
ERTMS Regional soll auch auf einer Reihe von neuen Korridorstrecken, die in Ostafrika erwogen bzw. geplant werden, eingesetzt werden.